# Quamoclit repanda
Quamoclit repanda là một loài thực vật có hoa trong họ Bìm bìm. Loài này được (Jacq.) Roberty miêu tả khoa học đầu tiên năm 1952.